# Латомски манастир
Латомският манастир „Свети Давид Солунски“ (на гръцки: Μονή Λατόμου) е православна църква в македонския град Солун, Егейска Македония, Гърция. От 1988 година е част от обектите на световното наследство на Юнеско като част от Раннохристиянските и византийските паметници в Солун. Църквата е параклис на манастира „Света Теодора“.

## История
Главната манастирска църква (католиконът) е построена в края на V или началото на VI век върху по-стар римски храм и е посветен на Свети Езекиил. Католиконът се запазва до нашествието на османците и завземането на Солун и в 1430 година е превърнат в джамия, а стенописите са замазани. Наричана е Сулидже или Кераментин джами. В 1921 година отново става църква, посветена на Давид Солунски.
- Мозайка от края на V век, замазана в 1430 г. и разкрита отново в 1921 г.
- Стенопис с Рождество Христово
- Саломе